# 함평 마산리 고분군
함평 마산리 고분군(咸平 馬山里 古墳群)은 대한민국 전라남도 함평군 학교면, 표산마을 뒤 낮은 구릉에 있는 무덤들이다. 표산고분군(瓢山古墳群)이라고도 한다. 1988년 12월 21일 전라남도의 기념물 제122호로 지정되었다. 군집된 고분군 속에 장고 모양을 닮은 전방후원분이 조영된 유일한 사례로 그 가치가 인정된다.

## 개요
6세기경에 독무덤(옹관묘)과 돌방무덤(석실묘), 그리고 전방후원분(장고분)으로 구성되어있다. 이들은 모두  50~60여 년에 걸친 짧은 기간 동안 만들어졌다. 군집된 고분군 속에 장고분이 조영된 유일한 사례이다.
주위에 흩어져 있는 독무덤의 항아리 파편들은 모두 영산강유역 특유의 U자형 전용 항아리관 파편들이다. 돌방무덤군(석실고분군)은 ‘왕무덤’, ‘8장수무덤’이라고도 부르는데 봉토의 흔적이 남아 있는 것이 9기이다. 특히 대형무덤인 1, 2호 무덤은 봉분의 정상이 서로 이어져 표주박 형태를 하고 있다. 현재 무덤은 입구가 매몰된 상태이고, 정상부의 함몰된 남쪽부분에서는 판석이 노출되어 있어 돌방무덤이 분명하나 그 규모나 구조 등을 파악할 수 없다.

## 발굴
1984년 처음 발견 당시 이미 모든 고분이 도굴된 채 확인되었고, 국립나주문화유산연구소에서 2021년부터 발굴조사를 하였다. 2025년에 국립나주문화유산연구소에서 주요 성과를 발표했는데, 각각 다음과 같다.

### 외교
함평지역 고대 마한세력은 백제, 중국, 일본과 긴밀히 교류하였다. 장고분(전방후원분)은 왜(일본)계 묘제를 수용한 형태이지만, 전형적인 왜계 유물은 나타나지 않고, 대신 지역생산 토기, 중국 남조의 동전문양도기와 백제계 유물 등이 출토되었다. 이는 표산고분군이 서해안과 영산강을 연결하는 교통 요충지에 위치한 유력 지역세력의 묘역으로서, 백제는 물론 중국·일본과도 긴밀한 교류 관계를 유지했음을 입증할 수 있는 중요 자료로 평가된다.

### 공법
표산고분군은 고분 둘레에 도랑을 갖추고 지상에 석실을 만든 마한 분구묘의 대표적인 구조를 보여준다. 축조 전 정밀한 측량과 설계가 수행되었으며, 구획과 지형에 따라 구분되는 성토 방식과 축조 순서를 보여 고분의 장기적 보존과 구조 안정성을 고려한 높은 수준의 공법이 적용된 것으로 확인되었다. 이와 함께, 고분으로 분류되었던 15기 중 5기가 삼국시대에 조성된 것이 아닌 조선 후기 이후에 조성된 민묘로 밝혀졌다.

### 신분제
조사 결과, 고분의 축조 순서를 확인하였는데, 고분군 내 장고분이 가장 먼저 축조되고, 주변에 위치한 원형 고분은 외곽으로 갈수록 늦게 만들어지는 경향이 확인되었다. 지역 유력자의 고분으로 추정되는 장고분을 중심으로 고분군이 조성된 것으로 미루어보아, 고대사회는 지역 유력자를 중심으로 한 엄격한 위계체계를 갖췄던 것으로 추정된다.

## 참고 자료
- 함평마산리고분군 - 국가유산청 국가유산포털
- 이 문서에는 국가유산청에서 공공누리 제1유형으로 배포된 자료를 바탕으로 한 내용이 포함되어 있습니다.